# Hemipodus heterosetosus
Hemipodus heterosetosus är en ringmaskart som beskrevs av Cantone 1990. Hemipodus heterosetosus ingår i släktet Hemipodus och familjen Glyceridae. Inga underarter finns listade i Catalogue of Life.